# Mario Parial
Mario Parial (13 de agosto de 1944 - 22 de diciembre de 2013) fue un multipremiado pintor, impresor, escultor y fotógrafo filipino. Sus trabajos han sido expuestos y vendidos en Sotheby's.

## Biografía
Nació en 1944 en Nueva Écija. fUE Uno de los catorce niños de Fidel Parial y Aurora Agustín. Estudió en la escuela primaria y media en la Pura V Kalaw Escuela Elemental. Se graduó en 1958. En 1963 también del Roosevelt Escuela Conmemorativa en Quezon Ciudad donde fue el editor de Dúplex, la revista del Campus. En 1964 aprende grabado con Manuel Rodríguez Sénior, el padre de la impresión en Filipinas. En 1967, trabaja con FairAds Inc localizado en Escolta, Manila. En 1969 se graduó por la Universidad de Santo Tomas, Bachelor de bellas artes con especialización en publicidad. En 1969 se une a la Facultad de la Universidad de Santo Tomas para enseñar pintura, grabado y fotografía. En 1970 se casó con Carina Claro con quien tiene dos hijos, Kristine (1971) y Mikel Parial (también pintor, grabador y fotógrafo, de 1972). Con cinco colegas forman el PENTA GRUPO un grupo publicitario y Mario era uno de los diseñadores gráficos. También da un breve curso de entintado de arte en la Universidad de las Filipinas. Muere en diciembre de 2013 debido a cáncer.

## Premios
- 3.º Premio para un Diseño de Vaso, 1963, UST Competición de Arte Anual
- 4.º Premio para Figuras, 1964, Quezon Festival de Artes de la Ciudad
- 1.º Honorable mención, "El Fuego Es Encima," 1965, 15.º SNSAC Categoría de Escultura
- Honorable mención, 1965, UST Competición de Arte Anual
- Primer Premio para "Vuelo en el Sol" 1966, 1.º (AAP) Asociación de Arte de las Artes Gráficas
- Primer Premio para "El Mundo Tiene Muchas Caras," 1966, 16.º SNSAC Categoría de Escultura
- Certificado de mérito, "Una vez A Una Construcción," 1966, 16.º SNSAC Categoría de Escultura
- Certificado de mérito, "Vuelo de Noche," 1966
- 1.º Premio para "Moriones", 1967, Competición de Arte del COLEGA
- 2.º Premio, 1967, UST Planta anual de Alumnado
- Certificado de Mérito, "Después de Hora", 1967, 17.º SNSAC Categoría de Artes Gráficas
- 4.º Premio, 1968, UST Concurso de Foto
- 2.º Premio, 1968, PAP Planta anual
- Honorable Mencionar, 1968, PAP Planta anual
- Benavides Premio para Rendimiento Excepcional a Prestigio Universitario de la Universidad de Santo Tomas, 1967.
- 2.º Premio, 1970, PAP Planta anual
- Trece Artistas Awardee del Casal de las Filipinas, 1972.
- Excepcional Thomasian Premio de UST, 1978.
- La elección del crítico Awardee, 1978

## Espectáculos
- Espectáculo de Hombre, 1965, AAP Serie de Talentos Nuevos 10
- Espectáculo de Hombre, 1975, Galerie Bleue, Makati Ciudad
- Espectáculo de Hombre, 1976, "Halaman", Metro Galería, Makati Ciudad
- Espectáculo de Hombre, 1977, Galerie Bleue, Makati Ciudad
- Espectáculo de Hombre, 1978, ABC Galerías, Manila
- Espectáculo de Hombre, 1979, Centro de Arte del Patrimonio, Quezon Ciudad
- Espectáculo de Hombre, 1980, Ma-Yi Asocia Galería, Makati Ciudad
- Espectáculo de Hombre, 1980, CCP Galería Pequeña, Manila
- Espectáculo de Hombre, 1982, Hiraya Galería, Manila
- Espectáculo de Hombre, 1993, Península de Manila, Makati
- Espectáculo de Hombre, 1996, Shangri-La Edsa Plaza Centro comercial, Mandaluyong
- Espectáculo de Hombre, 1997, Imágenes asiáticas, Phil. Consulado N.Y.
- Espectáculo de Hombre, 1998, Casa Victoria, New Jersey
- Espectáculo de Hombre, 1998, "Humor de Tarde", Galería Nouveau, Mandaluyong
- Espectáculo de Hombre, 1998, "Parial En Davao", GenLuna Galería, Davao Ciudad
- Espectáculo de Hombre, 1999, "Mahal Na Birhen", Galería 828, Mandaluyong
- Espectáculo de Hombre, 2000, "Parial Lithographs", Galería de Boston, Quezon Ciudad
- Espectáculo de Hombre, 2000, Philippine Consulado, San Francisco, EE. UU.
- Espectáculo de Hombre, 2000, Casa Victoria, New Jersey, EE. UU.
- Espectáculo de Hombre, 2001, "Marikina y Antipolo:Paisajes", Cafetería de Tigre Ciego, Quezon Ciudad
- Espectáculo de Hombre, 2004, "Pagdiriwang", Galerie Joaquin-Podio, Mandaluyong Ciudad
- Espectáculo de Hombre, 2005, "Pasasalamat", Galerie Joaquin-Principal, San Juan, Metro Manila,
- Espectáculo de Hombre, 2008, "Festivo", Galerie Joaquin-Principal, San Juan, Metro Manila.
- Espectáculo de Hombre, 2009,"Bountiful Cosecha", Galerie Raphael, Taguig
- Espectáculo de Hombre, 2009," El Proceso Peripatético de Parial con Fotografías", Kaida Galería de Arte
- Espectáculo de Hombre, 2010, "Legado", Galerie Joaquin, en Podio
- Espectáculo de Hombre, 2011," Majore", Galerie Joaquin, Mandaluyong Ciudad
- Espectáculo de Hombre, 2013, "El Proceso Peripatético de Parial con Fotografía 2" Galerie Francesca, Megamall

## Grupo y Espectáculos Extranjeros
- 1966, Veinte Años de Arte Filipino, Luz Galería
- 1966, Philippine Impresiones, Taiwán
- 1969, Espectáculos Anuales, Luz Galería
- 1972, Trece Exposición de Artista, CCP
- 1979, Artistas de Museo, Museo de las Filipinas
- 1980, Artistas de Museo, Museo de las Filipinas
- 1980, Philippine Pinturas, China
- 1981, Selección de China, Asociación de Arte de las Filipinas
- 1983, ASEAN Espectáculo, CCP
- 1985, Espectáculo de Impresiones, Bonn, Alemania
- 1992, Tributo a Amorsolo, Universidad de las Filipinas
- 1994, Filipino Exposición, Club de China, Hong Kong
- 1994, Impresión de Singapur es, Robinson Galeria, Singapur
- 1994, Filipinas 2000 Exposición Ambulante, EE. UU.
- 1994, "Líneas y Colores", Penang, Malasia
- 1994, ASEAN Exposición, Yakarta, Indonesia
- 1997, Galería de Centro de Filipinas, Nueva York, EE. UU.
- 1997, Mississauga, Ontario, Canadá
- 1999, "Reencuentro de Trece Artistas", CCP
- 1999, Espectáculo de Grupo, Galería Metropolitana
- 1999, "Limbag Sining", PAP, CCP
- 1999, Espectáculo de Grupo, Museo Pambata, Manila
- 1999, Espectáculo de Impresión, Museo Iloilo, Iloilo
- 2000, "Philippine Imágenes", Consulado de Filipinas, San Francisco, EE. UU.

## Algunas publicaciones
- 1980 Mobil Premios de Arte por Alice Guillermo, pp 64@–67
- Arte contemporánea filipino por Manuel Duldulao, Sr.
- La Lucha por el Arte Filipino por Purita Kalaw Ledesma y Amadis Ma. Guerrero
- Un Siglo de Realismo en Arte Filipino por Manuel Duldulao, Jr.
- Desnudos por Alfredo Roces
- Okir por Leonides Benesa
- Casal de las Filipinas Libro Anual, 1978@–1982
- 25 Años de Grabados Filipinos, Museo de Arte Filipino
- Filipinas de arte, El Crucible Taller
- Milagros de Mary, Inc. de Prensa de la Mora, Harper Collins Ed. Co. Nueva York, EE. UU.

## Parial en sellos filipinos
El 28 de noviembre de 2005, un conjunto de 4 sellos y un souvenir en hoja se emitió para el Mes de Coleccionismo de Sellos Nacionales. Uno de los sellos tenía una impresión por Mario Parial, un corte de goma, que tituló "BULBS" Sus denominaciones eran de P 6.00 y emitió 140.000 ejemplares.

## Parial en Sothebys
Tres de sus pinturas han sido vendidas en Sothebys. Nueve Peces hechos en 2005 y mide 40 x 90 cm y vendidos en Sothebys Singapur en octubre de 2005. Bendiciones II se vendió en abril de 2007 en Sothebys Singapur y Ocho Caballos en octubre de 2006 en Sothebys Singapur.